# Sven Stare
Sven Sixten Stare, född 5 februari 1934 i Stockholm, död 8 december 2010 i Halmstad, var en svensk arkitekt.
Stare, som var son till disponent Sixten Stare och Gunhild Kullberg, avlade studentexamen i Göteborg 1952 och utexaminerades från Chalmers tekniska högskola 1959. Han var arkitekt på professor Jan Wallinders arkitektkontor i Göteborg 1958–1961, övningsassistent vid Chalmers tekniska högskola 1960 och 1965, arkitekt på Klas Anshelms arkitektkontor i Lund 1961–1963, biträdande länsarkitekt i Kalmar län 1963–1964, blev arkitekt på Vattenbyggnadsbyrån AB i Göteborg 1964 och var stadsarkitekt i Halmstads kommun 1977–1994. Han erhöll Allt i Hemmets diplom för bra typhus i tävlingarna Bättre fritidsstugor 1961 och De nya stugorna 1963.